# Liz e l'uccellino azzurro
Liz e l'uccellino azzurro (リズと青い鳥?, Liz to aoi tori, noto anche con il titolo internazionale Liz and the Blue Bird) è un film d'animazione del 2018 scritto da Reiko Yoshida e diretto da Naoko Yamada, basato sulla serie di romanzi Sound! Euphonium.

## Trama
Mizore e Nozomi sono due amiche con personalità differenti; la prima è infatti estremamente introversa, mentre la seconda è popolare e benvoluta da tutti. Le due ragazze, che suonano rispettivamente un oboe e un flauto, si trovano in seguito a dover duettare un brano intitolato Liz e l'uccellino azzurro, che presenta numerosi punti in comune con il loro rapporto d'amicizia.

## Distribuzione
In Giappone, la pellicola è stata distribuita a partire dal 21 aprile 2018. L'11 marzo 2022 il film è stato pubblicato in lingua italiana su molteplici piattaforme di streaming, come YouTube e iTunes. I diritti del film sono stati acquisiti da Anime Factory, parte di Plaion. Il 18 giugno 2022, il film è stato proiettato al cinema, in una sola sala, per un evento speciale.